# Varan du désert
Varanus griseus
Espèce
Synonymes
- Tupinambis griseus Daudin, 1803
- Varanus scincus Merrem, 1820
- Tupinambis arenarius Geoffroy, 1827
- Psammosaurus caspius Eichwald, 1831
- Varanus terrestris Schinz, 1834
- Varanus ornatus Carlleyle, 1869
- Psammosaurus arabicus Hemprich & Ehrenberg, 1899

Statut CITES
Le Varan du désert (Varanus griseus), est une espèce de sauriens de la famille des Varanidae. Il est aussi appelé Varan gris.

## Répartition
Cette espèce se rencontre en Afrique du Nord, au Moyen-Orient, en Asie centrale et dans l'ouest de l'Asie du Sud.

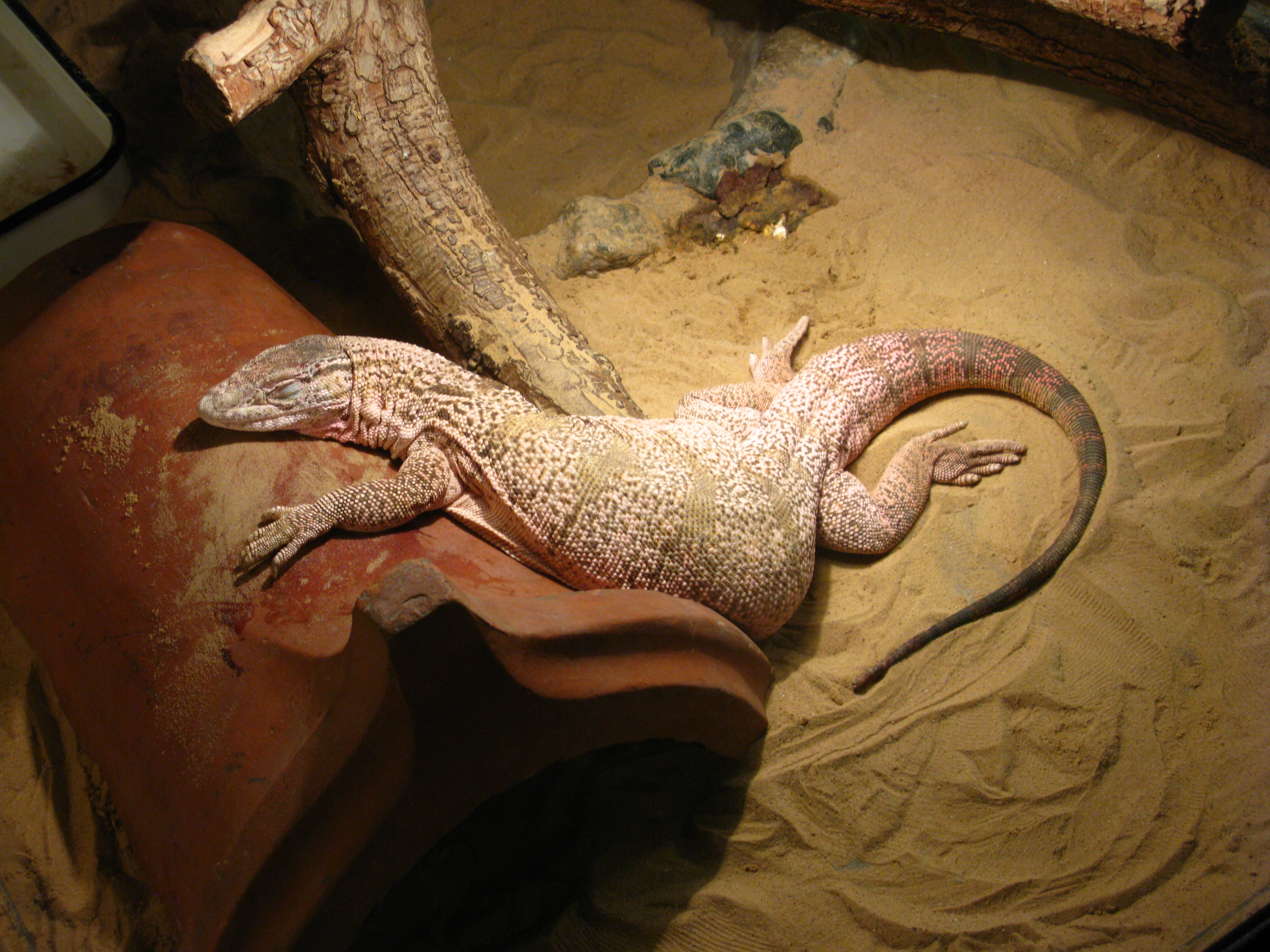

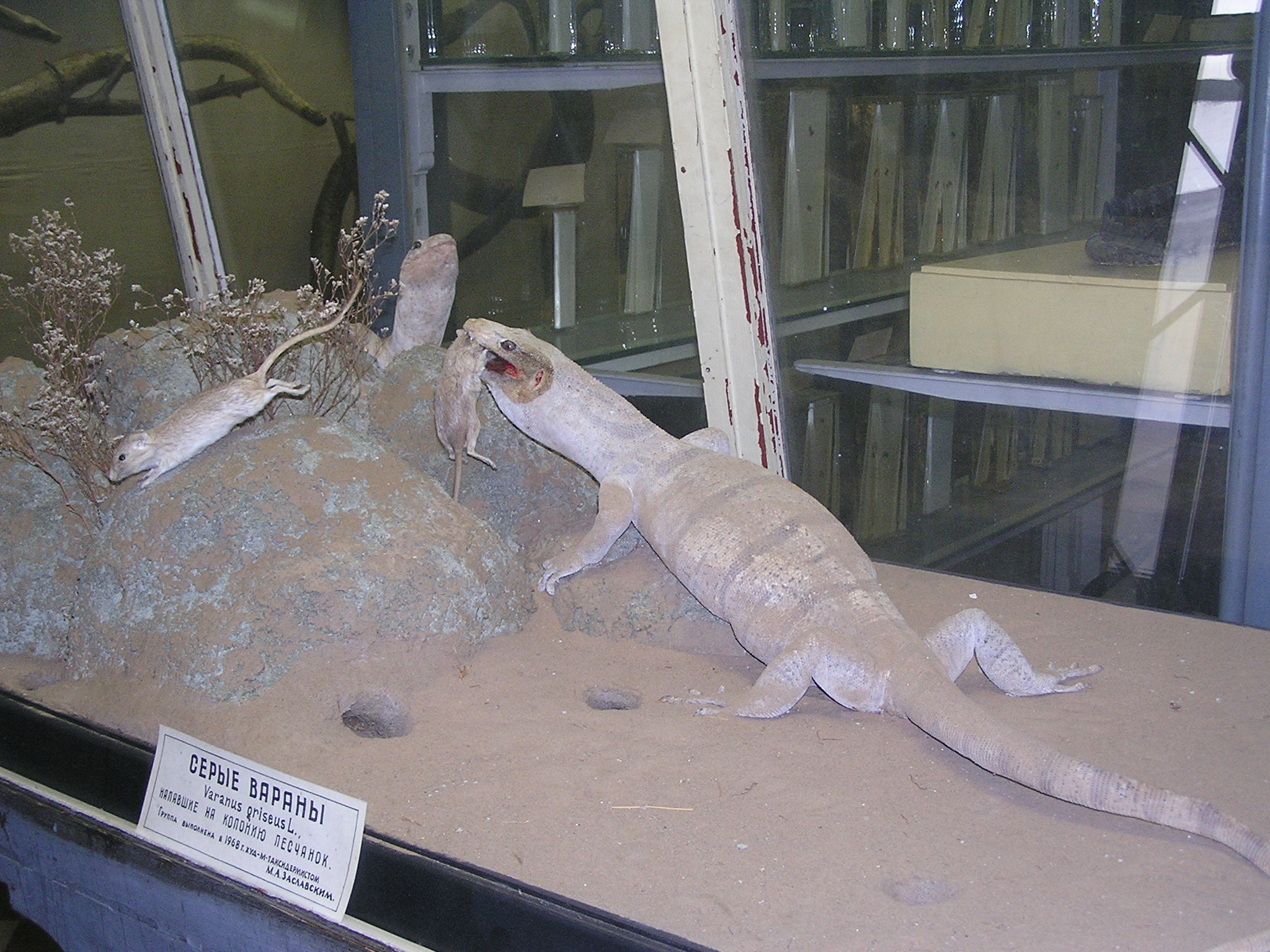

## Liste des sous-espèces
Selon The Reptile Database (18 avril 2012) :
- Varanus griseus griseus (Daudin, 1803)
- Varanus griseus caspius (Eichwald, 1831)
- Varanus griseus koniecznyi Mertens, 1954

## Publications originales
- Daudin, 1803 : Histoire Naturelle, Générale et Particulière des Reptiles; ouvrage faisant suit à l'Histoire naturelle générale et particulière, composée par Leclerc de Buffon; et rédigee par C.S. Sonnini, membre de plusieurs sociétés savantes, vol. 8, F. Dufart, Paris, p. 1-439 (texte intégral).
- Eichwald, 1831 : Zoologia specialis, quam expositis animalibus tum vivis, tum fossilibus potissimuni rossiae in universum, et poloniae in specie, in usum lectionum publicarum in Universitate Caesarea Vilnensi. Zawadski, Vilnae, vol. 3, p. 1-404 (texte intégral).
- Mertens, 1954 : Die Rassen von Varanus griseus. Senckenbergiana biologica, vol. 35, p. 353-357.